# Bobilla bivittata
Bobilla bivittata är en insektsart som först beskrevs av Walker, F. 1869.  Bobilla bivittata ingår i släktet Bobilla och familjen syrsor. Inga underarter finns listade i Catalogue of Life.